# 中村錦司
中村 錦司（なかむら きんじ、1921年2月15日 - 1991年??）は、日本の俳優。本名、吉田 幸吉（よしだ こうきち）。東京市本所区（現・東京都墨田区）出身。
父が初代中村吉右衛門の番頭を務めていたことから、幼少の頃から舞台俳優の道を歩む。戦後は東映京都撮影所で中村錦之介の付き人を務めつつ、時代劇・現代劇のバイプレイヤーとして、映画・テレビドラマで活躍。東映京都俳優養成所では後進の指導に携わった。

## 出演

### 映画
- 富士に立つ若武者（1961年、東映） - 伊豆の冠者有綱
- 忍者秘帖 梟の城（1963年、東映） - 妙兵衛
- 幕末残酷物語（1964年、東映） - 堀田清助
- 宮本武蔵 巌流島の決斗（1965年、東映） - 北条安房守
- 冷飯とおさんとちゃん（1965年、東映） - 柴山粂之助
- 一心太助 江戸っ子祭り（1967年、東映） - 加賀爪甚十郎
- 極道（1968年、東映） - 須田
- 兄弟仁義 逆縁の盃（1968年、東映） - 滝沢
- 日本暗殺秘録（1969年、東映） - 扇屋主人
- 緋牡丹博徒 鉄火場列伝（1969年、東映） - 茂作
- 五人の賞金稼ぎ（1969年、東映）
- 三匹の牝蜂（1970年、東映） - 接待を受ける社長
- 現代やくざ 血桜三兄弟（1971年、東映） - 水野
- 温泉みみず芸者 (1971年、東映)  - 置屋役人
- 徳川セックス禁止令 色情大名（1972年、東映） - 中村
- 日本暴力団 殺しの盃（1972年、東映） - 須田基
- エロ将軍と二十一人の愛妾（1972年、東映） - 松平定信
- 恐怖女子高校シリーズ（東映）
  - 恐怖女子高校 女暴力教室（1972年） - 森田善兵衛
  - 恐怖女子高校 暴行リンチ教室（1973年） - 警察署長
  - 恐怖女子高校 不良悶絶グループ（1973年） - 野中信孝
- 東京-ソウル-バンコック 実録麻薬地帯（1973年、日香泰韓合作） - 藤堂宗雄の部下
- やくざ対Gメン 囮（1973年、東映） - 小田切順三
- 仁義なき戦いシリーズ（東映）
  - 仁義なき戦い（1973年） - 中原重人
  - 仁義なき戦い 広島死闘篇 (1973年） - 倉光俊男
  - 仁義なき戦い 代理戦争（1973年） - 伊丹義市
  - 仁義なき戦い 頂上作戦（1974年） - 伊丹義市
  - 仁義なき戦い 完結篇（1974年） - 石神健次郎
- 女番長シリーズ（東映）
  - 女番長 感化院脱走（1973年） - 役人
  - 女番長 玉突き遊び（1974年） - 田坂

- 山口組外伝 九州進攻作戦（1974年、東映） - 佐良政道
- あゝ決戦航空隊（1974年、東映） - 千明康
- 逆襲! 殺人拳（1974年、東映） - 牛田恒男
- 新仁義なき戦い（1974年） - 前田久雄
- ザ・カラテ3 電光石火（1975年、東映） - 津村雄策
- 県警対組織暴力（1975年、東映） - 正岡
- 資金源強奪（1975年、東映） - 灘孝太郎
- 暴力金脈（1975年、東映） - 部長
- 暴動島根刑務所（1975年、東映） - 署長
- 実録外伝 大阪電撃作戦（1976年、東映） - 前川鶴吉
- 脱走遊戯（1976年、東映） - 吉田
- 広島仁義 人質奪回作戦（1976年、東映） - 松村
- バカ政ホラ政トッパ政（1976年、東映） - 裁判長
- 日本の首領シリーズ（東映）
  - やくざ戦争 日本の首領（1977年） - 大松
  - 日本の首領 野望篇（1977年） - 奥田
  - 日本の首領 完結篇（1978年） - 三島武明
- 仁義と抗争（1977年、東映）- 署長
- ドーベルマン刑事（1977年、東映） - 磯村均
- 沖縄10年戦争（1978年、東映） - 大久保
- 赤穂城断絶（1978年、東映） - 細川家家臣
- 真田幸村の謀略（1979年、東映） - 明石全登
- 日本の黒幕（1979年、東映） - 森
- 影の軍団 服部半蔵（1980年、東映） - 酒井讃岐守
- 徳川一族の崩壊（1980年、東映） - 国司信濃
- 魔界転生（1981年、東映） - 石田上総守
- 燃える勇者（1981年、東映） - 市長
- 蒲田行進曲 (1982年、角川春樹事務所＋松竹) - 医師
- 夢千代日記（1985年、東映） - 田崎
- 極道の妻たち（1986年、東映） - 得津謙造
- 必殺4 恨みはらします（1987年、松竹） - 将軍
- 華の乱（1988年、東映） - 山川
- 悲しきヒットマン（1989年、東映） - 南原研助
- 極道の妻たち 最後の戦い（1990年、東映） - 谷川

### テレビドラマ
- 新選組血風録 第26話「燃える生命」（1965年、NET / 東映） - 永井尚志
- 水戸黄門（TBS / C.A.L）
  - 第1部
    - 第7話「雨上がる -大井川-」（1969年9月15日） - 源爺
    - 第26話「越後騒動 -高田-」（1970年1月26日） - 服部十左ヱ門

  - 第2部
    - 第1話「旅立ち -水戸-」 （1970年9月28日） - 阿部丹後守
    - 第24話「悪い奴ら -宮津-」 （1971年3月8日） - 葛城作之進
    - 第28話「裏切り -小倉-」（1971年4月5日） - 小笠原大膳大夫

  - 第3部
    - 第5話「掟を破った黄門さま -駿河-」 （1972年12月27日） - 千坂修理
    - 第26話「肥後の競い馬 -熊本-」（1972年5月22日） - 細川越中守

  - 第4部 第25話「狙われた弥七 -仙台-」（1973年7月9日） - 盗賊一味
  - 第5部
    - 第8話「一寸の虫にも五分の魂 -金沢-」（1974年5月20日） - 飯田
    - 第16話「陰謀の罠 -広島-」（1974年7月15日） - 坂田祥之助
    - 第22話「八兵衛女難 -福岡-」（1974年9月2日） - 重役

  - 第6部
    - 第8話「孤独の捕縄 -小倉-」（1975年5月19日） - 庄屋
    - 第18話「紙を喰う虫 -高知-」（1975年7月28日） - 松田嘉兵衛

  - 第7部
    - 第6話「武士道無明 -盛岡-」（1976年6月28日） - 片瀬玄磧
    - 第20話「暴れ姫君 -会津-」（1976年10月4日） - 寺川作右衛門
    - 第27話「真実に命をかけて -松本-」（1976年11月22日） - 藩士

  - 第8部
    - 第11話「風車に賭けた恋 -桑名-」（1977年9月26日） - 直助
    - 第29話「妖雲晴れた桜島 -鹿児島-」（1978年1月30日） - 脇田頼母

  - 第9部 第14話「鈴に秘めた愛 -高田-」（1978年1月16日） - 柏屋勘兵衛
  - 第10部 第22話「赤い財布の恩返し -馬籠-」（1980年1月14日） - 喜助
  - 第12部 第22話「秘伝の薬で悪退治 -富山-」（1982年1月25日） - 質屋の主人
  - 第13部 第15話「三葉葵を盗んだ男 -津山-」（1983年1月24日） - 古物屋の主人
  - 第14部
    - 第3話「姫様そっくり千両役者 -福島-」（1983年11月14日） - 磯川
    - 第11話「津軽馬鹿塗り駄目親父 -弘前-」（1984年1月9日） - 住職
    - 第26話「湯けむり格さん子守唄 -山中-」（1984年4月23日） - 徳兵衛

  - 第15部
    - 第3話「偽黄門になった黄門様 -伊予-」（1985年2月11日） - 旅籠の主人
    - 第16話「弥七に似ていた風来坊 -広島-」（1985年5月13日） - 湊屋
    - 第22話「悲願叶えた火焔剣 -三日月-」（1985年6月24日） - 道中奉行
    - 第36話「代官にされたドジな掏摸 -岡部-」（1985年9月30日） - 家老・田宮仁右衛門

  - 第16部
    - 第5話「花嫁は免許皆伝 -藤枝-」（1986年5月26日） - 使者
    - 第13話「想い叶えた愛の組紐 -膳所-」（1986年7月21日） - 勘定奉行・原庄左衛門
    - 第30話「銘酒を守った娘の真心 -新庄-」（1986年11月17日） - 大店主人
    - 第32話「剣が知ってた暗殺の罠 -仙台-」（1986年12月1日） - 吾平

  - 第17部
    - 第17話「黄門様のおしのび指南 -松山-」（1987年12月21日） - 榊原兵部
    - 第22話「惚れた娘はお姫様 -竜野-」（1988年1月25日） - 戸村彦太夫
    - 第24話「殿と呼ばれた格之進 -明石-」（1988年2月8日） - 寺僧

  - 第18部 - 側用人
    - 第1話「水戸黄門 -水戸・江戸-」（1988年9月12日）
    - 第33話「天下を裁くご意見番 -江戸-」（1989年5月1日）

  - 第19部 第29話「天下御免の大芝居 -江戸-」（1990年4月16日） - 中村勘三郎
  - 第20部
    - 第1話（1990年10月22日） - 三屋孫兵衛
    - 第27話「銘酒守った身代わり花嫁 -広島-」（1991年5月13日） - 医師
    - 第33話「意地比べ恋の友禅 -金沢-」（1991年6月24日） - 家老・山路武太夫
    - 第48話「陰謀渦巻く薪能 -江戸-」（1991年10月7日） - 御用人・中村
- 遠山の金さん捕物帳 （NET / 東映）
  - 第11話「若様を消す女」（1970年） - 相川
  - 第59話「次郎長を振った女」（1971年） - 榊原
  - 第72話「三ん下を男にした女」（1971年） - 役人
  - 第90話「涙を見せなかった女」（1972年） - 奉行
  - 第98話「奉行を子分にした男」（1972年） - 鈴木
  - 第108話「煮え湯を飲んだ男」（1972年） - 吟味与力
- 軍兵衛目安箱 （1971年、NET / 東映）
  - 第2話「陽の当たる町」
  - 第21話「明るい夜のかげに」
- 大岡越前（TBS / C.A.L）
  - 第1部、第2部（1970年 - 1971年） - 有馬兵庫頭
  - 第2部 第13話「卍組始末記」（1971年8月9日） - 若年寄
  - 第3部
    - 第14話「忠相旅日記」（1972年9月11日） - 代官
    - 第17話「天下一番の悪い奴」（1972年10月9日） - 御用人

  - 第4部
    - 第1話（1974年10月7日） - 御用人
    - 第17話「友情」（1975年1月27日） - 側用人
    - 第19話「天下を盗る・前篇」（1975年2月10日）、第20話「天下を盗る・後篇」（1975年2月17日） - 有馬兵庫頭

  - 第5部
    - 第12話「唐獅子の復讐」（1978年4月24日） - 玄海屋助左衛門
    - 第13話「消えた千両富くじ」（1978年5月1日） - 世話人

  - 第6部
    - 第21話「心の病の荒療治」（1982年7月26日） - 餅屋
    - 第32話「越前への挑戦状」（1982年10月11日） - 田宮良伯

  - 第7部
    - 第17話「脱走者を待つ女」（1983年8月15日） - 大家
    - 第22話「泥棒にされたお奉行様」（1983年9月19日） - 宝山
    - 第26話「鬼より恐い古証文」（1983年10月17日） - 町年寄

  - 第8部
    - 第1話「大岡越前」（1984年7月16日） - 鍋屋
    - 第15話「厩火事殺人事件」（1984年10月29日） - 丸屋

  - 第9部
    - 第9話「死体が消えた藪地獄」（1985年12月23日） - 冬木清兵衛
    - 第20話「見えぬ目が見た真犯人」（1986年3月10日） - 文七
    - 第24話「囮になった目撃者」（1986年4月7日） - 目付

  - 第10部 第1話「大岡越前」（1988年2月29日）
  - 第11部、第12部（1990年 - 1992年） - 有馬兵庫頭
- 影同心シリーズ （MBS / 東映）
  - 影同心 （1975年）
    - 第4話「欲にからんで殺し節」 - 分銅屋重兵衛
    - 第14話「大奥（秘）殺し節」 - 外記
    - 第27話「赤いしごきの殺し節」 - 金貸し

  - 影同心II
    - 第4話「風にりんどう小紫」（1975年）
    - 第10話「尼寺（秘）女郎花」（1975年） - 助蔵
- 江戸を斬る（TBS / C.A.L）
  - 江戸を斬る 梓右近隠密帳（第1部）（1973年 - 1974年）
    - 第1話「江戸を斬る」 - 戸田家の家臣
    - 第6話「曲垣流霞隠れ」 - 見聞役

  - 江戸を斬るII（第2部）（1975年 - 1976年） - 原田喜左衛門
  - 江戸を斬るIII（第3部）（1977年） - 原田喜左衛門
  - 江戸を斬るIV（第4部）（1979年） - 原田喜左衛門
  - 江戸を斬るV（第5部）（1980年） - 原田喜左衛門
  - 江戸を斬るVI（第6部）（1981年） - 原田喜左衛門
  - 江戸を斬るVII（第7部）（1987年） - 中山喜左衛門
- お耳役秘帳（1976年、KTV / 歌舞伎座テレビ）
  - 第2話「噂」 - 高田屋
  - 第11話「隠密妻無残」 - 下村
  - 第23話「くの一地獄変」 - 徳川家斉
- 遠山の金さん 杉良太郎版 （NET/東映）
  - 第1シリーズ
    - 第3話「女狐を追いつめろ!!」（1975年）
    - 第24話「消えた飛脚を探せ!!」（1976年）
    - 第36話「惚れた女を裁け!!」（1976年）
    - 第65話「りんどう花が嵐を呼んだ」（1977年）
    - 第78話「怨念の刃がとんだ」（1977年）-  作事奉行
    - 第93話「盗っ人修行」（1977年）- 江原不動堂僧侶

  - 第2シリーズ 第23話「炎の罠から消えた女」（1979年）- 曽田平内
- 柳生一族の陰謀 （KTV / 東映）
  - 第2話「美女のいけにえ」(1978年）
  - 第19話「髪の罠（））」（1979年）
  - 第35話「亡霊は深夜にすすり泣く」（1979年） - 笹井
- 暴れん坊将軍シリーズ （ANB / 東映）
  - 吉宗評判記 暴れん坊将軍
    - 第10話「花開く目安箱」（1978年） - 榊原豊後守
    - 第15話「春を呼ぶ藪医者」（1978年） - 名主
    - 第31話「御狩場から消えた女」（1978年） - 鯉乃屋の主人
    - 第47話「拳固で治す女医者」（1979年） - 隠居
    - 第54話「小判のお好きな女医者」（1979年） - 越後屋
    - 第65話「恐れ多くもお茶壺道中」（1979年） - 松平能登守
    - 第72話「紅花で染めた復讐」（1979年） - 京極伊勢守
    - 第77話「紀州から来た花嫁」（1979年） - 大名
    - 第83話「天下を狙う盗賊」（1979年） - 塚本
    - 第95話「炎の海に虹を見た」（1980年） - 旅篭の主人
    - 第102話「悪党の首まで取った借金取り」（1980年） - 医者
    - 第113話「どうにも止まらなかった男」（1980年） - 甚兵衛
    - 第116話「死んで花実の咲いたやつ」（1980年） - 甲州屋仁兵衛
    - 第120話「竹姫様涙のお輿入れ」（1980年） - 家老
    - 第131話「蜆汁から弾丸が出た」（1980年） - 中山出雲守
    - 第134話「油地獄のバカ踊り」（1980年） - 問屋
    - 第151話「山吹色の佐渡おけさ」（1981年） - 望月修理亮
    - 第157話「呪われた千両箱」（1981年） - 矢部近江守
    - 第176話「憎しみの糸が結んだ父娘の絆」（1981年） - 榊原山城守
    - 第181話「絵筆に誓った兄弟仁義」（1981年） - 結城藩家老
    - 第194話「名もなく貧しき母子草」（1982年） - 曲淵甲斐守
    - 第205話「春ふたたび! 夫婦簪」（1982年） - 徳兵衛

  - 暴れん坊将軍II
    - 第2話「紅蓮の炎に鬼を見た!」（1983年） - 茶店の亭主
    - 第19話「妻は長良のひと柱」（1983年） - 市右衛門
    - 第33話「翔べ! 明日に門出の茶の香り」（1983年） - 虫売り
    - 第49話「血涙! 享保の巌窟王」（1984年） - 藤蔵
    - 第56話「たらちねの恋の歌留多の乱れ舞い!」（1984年） - 中根沢軍右衛門
    - 第72話「座布団の雨 上様初舞台!」（1984年） - 市村玉十郎
    - 第85話「火花が飛んだ! 嫁・姑!」（1984年） - 三左衛門
    - 第119話「吉宗がまさか! 結婚詐欺!?」（1985年） - 茂兵衛
    - 第137話「輝け! 初春の忍び恋」（1986年） - 吾助
    - 第149話「罠にはまったカッポレ娘!」（1986年） - 房州屋清兵衛
    - 第180話「怨みを染めたつのかくし!」（1986年） - 秋田屋

  - 暴れん坊将軍III
    - 第4話「血ぬりの一文銭」（1988年） - 越前屋惣右衛門
    - 第15話「妻を斬った男」（1988年） - 住耺
    - 第38話「さまよう鬼女の面」（1988年） - 江戸家老
    - 第49話「おいらの父は日本一!」（1989年） - 大店の主人
    - 第61話「淡雪に祈りの恋奉公!」（1989年） - 木島又五郎
    - 第74話「お葉せんせいの恋治療!」（1989年） - 向井将監
    - 第84話「夫婦そば危機一髪!」（1989年） - 彦坂
    - 第98話「幼きいのち なみだ旅!」（1990年） - 勘定方
    - 第105話「惚れて深川 あゝ八千両」（1990年） - 諏訪信濃守
    - 第113話「誇り高き父!」（1990年） - 内藤豊前守
    - 第128話「さよならの花かんざし!」（1990年） - 水沢頼母

  - 暴れん坊将軍IV
    - 第1話「ご生母、謎の失踪! 吉宗、江戸城決戦春一番!!」（1991年）
    - 第23話「死を呼んだ玉の輿!」（1991年） - 茂兵衛
    - 第26話「江戸城反乱! 連判状に仕掛けられた罠!!」（1991年）
- 必殺シリーズ （ABC / 松竹）
  - 暗闇仕留人 第18話「世のためにて候」（1974年） - 小西屋徳三
  - 必殺仕置屋稼業 第24話「一筆啓上血縁が見えた」（1975年） - 丹波屋助右衛門
  - 必殺仕事人
    - 第14話「情は人のためにならないか？」（1979年） - 関口玄藩
    - 第31話「弓技標的はずし」（1979年） - 甚内

  - 必殺仕事人III 第19話「にせ物に踊らされたのはせんとりつ」（1983年） - 宗匠
  - 必殺仕事人V激闘編 第11話「加代、何でも屋婆さんに驚く」（1985年） - 弥平
  - 必殺仕事人ワイド 大老殺し（1987年） - 井伊直弼
- 影の軍団 シリーズ　（KTV / 東映）
  - 服部半蔵影の軍団（1980年） 
    - 第4話「京の春・お歯黒の罠」
    - 第17話「生きていた闇将軍」
    - 第25話「悲恋からくり天井」- 根津若狭守
    - 第26話「魔境・呪いの横笛」

  - 影の軍団II 第8話「戦慄! 尼僧の赤い唇」（1981年）- 大津屋
- 柳生あばれ旅シリーズ（ANB / 東映）
  - 柳生あばれ旅
    - 第3話「縁切寺の姫君 -藤沢- 」（1980年） - 前田源右衛門
    - 第19話「恐怖の花かんざし -桑名-」（1981年） - 本多

  - 柳生十兵衛あばれ旅（1982年）
    - 第7話「宿場に散った花一輪」 - 安中藩士
    - 第10話「くノ一の赤い唇」 - 小田井宿の宿屋の主
- 長七郎天下ご免!（テレビ朝日）
  - 第16話「風が運んだお姫さま」（1980年） - 牧本伊織
  - 第19話「唄を忘れた箱入娘」（1980年） - 河内屋幸兵衛
  - 第31話「黄金（こがね）の肌のたまご焼」（1980年） - 仁右衛門
  - 第35話「おかめが達磨に貰い泣き」（1980年） - 杉田屋弥左衛門
  - 第48話「命みじかく三十両」（1980年） - 大和屋新右衛門
  - 第59話「明日に旅立つ娘たち」（1981年） - 備前屋徳右衛門
  - 第79話「嗚呼!幻の両国橋」（1981年） - 越前屋
  - 第98話「さすらい父子（おやこ）の朝焼け街道」（1981年） - 松吉
- 土曜ワイド劇場（ANB）
  - 「映画村殺人事件 愛の邪魔ものを消せ」（1980年、ABC / 東映）- 桑山繁
  - 「死刑執行五分前・息子は犯人じゃない！」（1981年、ABC /東映）
- 時代劇スペシャル（CX）
  - 御金蔵破り（1981年6月12日）- 将軍
  - 江戸っ子祭（1981年7月24日）
  - 隠密くずれ 地獄の子守唄（1982年2月5日）
  - 新・御金蔵破り（1982年3月19日）
  - 清水次郎長 男の涙・石松の最后（1982年4月30日）
  - 薩摩飛脚（1982年6月11日）- 伊集院帯刀
  - 岡っ引どぶ 京洛殺人事件（1982年7月9日）
  - 御金蔵破り 家康の首（1983年1月14日）
  - 御金蔵破り 佐渡の金山を狙え（1983年5月27日）
- 源九郎旅日記 葵の暴れん坊（ANB / 東映）
  - 第1話「燃えろ! 天下の風雲児」（1982年）- 木村弥兵衛
  - 第2話「命を的の母ごころ」（1982年） - 木村弥兵衛
  - 第28話「怒れいごっそう土佐鯨」（1982年） - 国家老
  - 第39話「陸奥みやげ三春駒」（1983年） - 斉藤掃部
- 遠山の金さん（ANB / 東映）
  - パート1
    - 第13話「危うし! 遠山金四郎お命頂戴!」（1982年）
    - 第34話「愛か恨みか慕情の女!」（1982年）
    - 第55話「華麗なる追跡! 三味線お蝶」（1983年）
    - 第64話「怨霊屋敷・女のしのび泣き!」（1983年）
    - 第70話「悪女の陰謀・死体だけが知っている!」（1983年）
    - 第79話「飛燕の張り竹・女染め師お貞!」（1983年）
    - 第87話「意外! 早田彦十郎が結婚サギ師!!」（1984年）
    - 第100話「幻の秘宝・奥能登から来た女!」（1984年）
    - 第126話「闇の女元締・唐獅子のお駒!」（1985年）
    - 第145話「蕾のままで散る女・春駒屋お夏!」（1985年）- 辰五郎
    - 第79話「飛燕の張り竹・女染め師お貞!」（1983年）

  - パート2
    - 第11話「女の斗い・守ってみせます晴舞台!」（1986年）
    - 第20話「美人園遊会!」（1986年）
    - 第23話「さらば愛しき夫よ!」（1986年）
- 松平右近事件帳 （1982-1983年 NTV / ユニオン映画）
  - 第1話「藪太郎参上！」- 伊勢屋与平
  - 第20話「宝船、地獄行き」- 神田助左衛門
  - 第38話「罠にはまった瓦版」- 木曽屋
- 新・松平右近（NTV / ユニオン映画）
  - 第9話「涙に消えた母の影」（1983年）- 和尚
  - 第17話「浮世絵女の怨み唄」（1983年）- 結城屋甚左衛門
- 長七郎江戸日記（NTV / ユニオン映画）
  - 第1シリーズ
    - 第1話「風流双面（ふたおもて）草紙」（1983年） - 忠長
    - 第6話「風流敵討ち狂言」（1983年） - 忠長
    - 第24話「活鯛献上始末記」（1984年） - 田島新兵衛
    - 第30話「剣客有情」（1984年）- 一心斉
    - SP2「長七郎立つ!江戸城の対決」（1984年）- 中村菊之助
    - 第52話「幻の母を見た」（1985年） - 宗安
    - SP4「怨霊見参!長七郎、弟と対決」（1985年）- 安藤上総守
    - 第62話「ふたり玉三郎」（1985年） 中村菊之助
    - 第69話「老盗の心意気」（1985年） 越後屋
    - 第81話「鬼の目に涙」（1985年） - 加納内記
    - 第112話「お嬢様、どこに?」（1986年） - 京屋利兵衛

  - 第2シリーズ
    - 第2話「意気に感ず」（1988年） - 森山日向守
    - 第7話「はしり雨」（1988年） - 森山日向守
    - 第39話「怠なれど愚ならず」（1989年） - 唐津藩江戸家老
    - 第58話「影のある女」（1989年） - 吉田源六

  - 第3シリーズ
    - 第1話「将軍が消えた」（1990年） - 大久保
    - 第12話「居候は暴れん坊」（1991年） - 堺屋
    - 第20話「恋しぐれ、女スリ」（1991年） - 江戸屋紋十郎
    - 第29話「現われた初恋の人」（1991年） - 幸兵衛
    - 第36話「鳴き砂」（1991年） - 円戒
- 徳川風雲録 御三家の野望（1986年1月2日、TX / 東映） - 荻原重秀
- 三匹が斬る! シリーズ（ANB / 東映）
  - 三匹が斬る!
    - 第2話「花一輪、雨も上がるか中山道」（1987年） - 上州屋
    - 第5話「空っ風、可愛い女の恨み文字」（1987年） - 住職
    - 第12話「信濃路は、鯉や鯉やで恋わずらい」（1988年） - 弥助
    - 第18話「父と娘の、生き血を絞るにせ大名」（1988年） - 住職
    - 第21話「さらば三匹、満開の悪の花咲く京の都大路」（1988年）

  - 続・三匹が斬る!
    - 第3話「上様の、茶は甘いかしょっぱいか」（1988年） - 丸亀藩家臣
    - 第11話「獅子舞の、童が聞いた子守唄」（1989年） - 吉兵衛

  - 続続・三匹が斬る!
    - 第12話「謎の幽霊船、鬼も泣いたか島原哀歌」（1990年） - 甚兵衛
    - 第13話「尼寺騒動、今日も怒りの桜島」（1990年） - 久慈武右衛門

  - また又・三匹が斬る!
    - 第15話「お立会い!煮ても焼いても食えぬ奴」（1991年）- 医師 竜庵
    - 第21話「さらば三匹!今宵お命頂戴致す!!」（1991年） - 筑前守

  - 新・三匹が斬る!
    - 第2話「妖怪の、美女に惚れたら命がけ」（1992年） - 忠助
- 名奉行 遠山の金さん（ANB / 東映）
  - 第1シリーズ
    - 第9話「正当防衛の男?」（1988年） - 相模屋徳兵衛
    - 最終話「これにて一件落着」（1988年）

  - 第2シリーズスペシャル 「江戸城大騒乱! 将軍とおんな天一坊」（1989年） - 遠山景晋
  - 第3シリーズ 第27話「闇の上納金!遠山桜最後の勝負」（1991年） - 幕閣
  - 第4シリーズ
    - 第2話「金さんの隠し子!?」（1991年） - 弔問客
    - 第12話「仕組まれた逆玉の輿」（1992年） - 行商
- 翔んでる!平賀源内（1989年、TBS / C.A.L） - 野見山忠太夫
- 将軍家光忍び旅（1990年-1991年、テレビ朝日）
  - 第1話「ふたり将軍京を目指す」 - 小料理屋の亭主
  - 第11話「峠に吹いた地獄風」 - 住職
  - 第16話「くの一が惚れた男」 - 医者
- 銭形平次 第1シリーズ 第10話「右の腕」（1991年、CX） - 加賀屋
- 鬼平犯科帳 第2シリーズ 第15話「霧の朝」（1991年、CX / 松竹）
- 火曜サスペンス劇場（NTV）
  - 京都大石殺人街道（松竹）
    - 第5作「京都大石殺人街道」（1992年1月） - 仲小路尚庵